# Chroogomphus ochraceus
Chroogomphus ochraceus är en svampart som först beskrevs av Calvin Henry Kauffman, och fick sitt nu gällande namn av O.K. Mill. 1964. Chroogomphus ochraceus ingår i släktet Chroogomphus och familjen Gomphidiaceae.   Inga underarter finns listade i Catalogue of Life.